# Crush Crumble and Chomp!
Crush, Crumble and Chomp! est un jeu vidéo de stratégie créé par Jon Freeman et J. W. Connelly et publié par Automated Simulations en 1981 sur Apple II et TRS-80 avant d'être porté sur Atari 8-bit, Commodore 64, Commodore VIC-20 et IBM PC. Le joueur contrôle un monstre issu de film catastrophe et à pour objectif de causer autant de dégâts que possible dans une ville. Avant de débuter une partie, le joueur doit d'abord choisir un des six monstres prédéfinis du jeu  ou créer sa propre créature. Dans ce dernier cas, il choisit d'abord un type de monstre (monstre aquatique, robot, dinosaure...) avant de lui attribuer des capacités en dépensant des points. Il choisit ensuite un scénario et la ville (New York, Washington D.C., San Francisco ou Tokyo) qu'il souhaite dévaster,. Le joueur contrôle ensuite son monstre avec le clavier qui lui permet de définir les actions a réaliser. Les actions à sa disposition dépendent du monstres sélectionné et des capacités dont il dispose. En plus de détruire la ville, le monstre doit également régulièrement manger des humains sous peine de mourir de faim. Il doit également se défendre contre les forces armées des humains qui incluent notamment des char d'assaut, de l'artillerie et des hélicoptères